# Twenty Foreplay
"Twenty Foreplay" là một bài hát của ca sĩ người Mỹ Janet Jackson nằm trong album tuyển tập hit đầu tiên của cô, Design of a Decade: 1986-1996 (1995). Bài hát do Jackson cùng bộ đội Jimmy Jam & Terry Lewis sáng tác và sản xuất, và được phát hành như là đĩa đơn thứ hai và cũng là cuối cùng từ album vào ngày 8 tháng 1 năm 1996.

## Danh sách bài hát
Đĩa CD quảng cáo tại châu Âu (588 460-2)
1. Slow Jam Chỉnh sửa quốc tế – 4:26

Đĩa 12" quảng cáo tại châu Âu (588 464-1)
1. Radio Club Mix – 5:02
2. Tribal Vocal Mix – 6:59
3. The Raw Dub – 6:59
4. Junior's Jungle Club Mix – 9:56
5. Junior's Dub – 9:01

Đĩa 12" quảng cáo tại Mỹ (AMPRO 00124)
1. Junior's Jungle Club Mix – 9:56
2. Junior's Dub – 9:01
3. Tribal Beats – 2:58
4. The Raw Dub – 6:59
5. Tribal Vocal Mix – 6:59
6. Slow Jam Fantasy Mix – 6:19

Đĩa CD quảng cáo tại Mỹ (AMSAD 00133)
1. Slow Jam Mix – 4:50
2. Slow Jam Chỉnh sửa – 4:28
3. Slow Jam Chỉnh sửa Video – 4:50
4. Slow Jam Fantasy Chỉnh sửa – 5:20
5. Slow Jam Fantasy Mix – 6:19

Đĩa CD maxi tại Mỹ (581 317-2)
Đĩa CD maxi tại Đức (CDM5813172)
1. Slow Jam Chỉnh sửa quốc tế – 4:26
2. Runaway(Jam & Lewis Street Mix Chỉnh sửa) – 3:23
3. Runaway(Jam & Lewis Ghetto Mix) – 4:54
4. Slow Jam Video Edit – 4:50

Đĩa CD maxi tại Vương quốc Anh (581 511-2)
1. Slow Jam Chỉnh sửa quốc tế – 4:26
2. "The Pleasure Principle" (Legendary Radio Mix) – 4:17
3. "Alright" (CJ Radio) – 3:52
4. "The Pleasure Principle" (Legendary Club) Mix – 8:15

Đĩa CD đôi tại Vương quốc Anh (bản giới hạn)(581511/3)
1. Slow Jam Chỉnh sửa quốc tế – 4:26
2. "Runaway" (Album) – 3:35
3. "When I Think of You" (Album) – 3:57
4. "Let's Wait Awhile" (Album) – 4:36
5. Slow Jam Chỉnh sửa quốc tế – 4:26
6. "The Pleasure Principle" (Legendary Radio Mix – 4:17
7. "Alright" (CJ Radio) – 3:52
8. "The Pleasure Principle" (Legendary Club) Mix – 8:15

## Xếp hạng
| Bảng xếp hạng (1996)                   | Vị trí cao nhất |
| -------------------------------------- | --------------- |
| Australian Singles Chart               | 29              |
| Canadian Singles Chart                 | 30              |
| Dutch Single Top 100                   | 41              |
| German Singles Chart                   | 74              |
| Italian Singles Chart                  | 18              |
| New Zealand Singles Chart              | 38              |
| UK Singles Chart                       | 22              |
| U.S. Billboard Hot R&B/Hip-Hop Airplay | 32              |